# Parafia św. Mikołaja w Lyonie
Parafia św. Mikołaja – prawosławna, etnicznie rosyjska parafia w Lyonie. Do 2001 uznawała jurysdykcję eparchii genewskiej i zachodnioeuropejskiej Rosyjskiego Kościoła Prawosławnego poza granicami Rosji. W momencie podpisania przez zwierzchnika tego Kościoła, metropolitę Ławra aktu kanonicznego zjednoczenia z Rosyjskim Kościołem Prawosławnym parafia jednostronnie wypowiedziała mu posłuszeństwo. Do 2006 popierała protestującego przeciw tej decyzji biskupa Barnabę, podobnie jak parafia św. Michała Archanioła w Cannes. Po jego powrocie do kanonicznych struktur Kościoła parafia ogłosiła przejście do Rosyjskiego Kościoła Prawdziwie Prawosławnego i jego eparchii zachodnioeuropejskiej. Rosyjski Kościół Prawosławny poza granicami Rosji nie uznaje tej decyzji i nadal umieszcza parafię w swoich wykazach, z zastrzeżeniem, że jest to czasowo niedziałająca placówka.